# Escut de Prat de Comte
L'escut oficial de Prat de Comte té el següent blasonament:
Escut caironat: de sinople, una ovella pasturant d'argent acompanyada al cap d'un sol d'or. Per timbre una corona mural de poble.

## Història
Va ser aprovat el 26 de març de 1991.
Tant l'ovella pasturant en camp de sinople, en al·lusió al prat, com el sol són senyals tradicionals de les armes del poble, i són senyals parlants, al·lusius al nom del municipi.